# 5-HT2B receptor
 receptor (5-hidroksitriptaminski (serotoninski) receptor 2B, HTR2B) je  receptor. On je kodiran istoimenim humanim genom.

## Funkcija
receptori posreduju mnogobrojne centralne i periferne fiziološke funkcije serotonina. Kardiovaskularni efekti obuhvataju kontrakciju krvnih sudova i promene oblika trombocita; efekti na centralni nervni sistem su neuronska senzitizacija na dodirne stimuluse i posredovanje dejstva fenilisopropilamin halucinogena.
 receptor učestvuje u:
- CNS: presinaptičkoj inhibiciji, utiče na ponašanje[3]
- Pulmonarna vazokonstrikcija[4]
- receptor reguliše srčanu strukturu i funkciju. Demonstrirano je da dolazi do abnormalnog srčanog razvoja kod miševa bez  receptora.[5] Stimulacija  receptora može da dovede do patološke proliferacije fibroblasta srčanih sudova,[6] koja kod hronične prekomerne stimulacije može da dovede do ozbiljne valvulopatije. Za  receptore je nedavno pokazano da su prekomerno izraženi u human obolelom srcu, i za antagoniste 5-HT2B receptora je nađeno da sprečavanju angiotenzinom II ili beta-adrenergičkim agonistima-indukovanu patološku srčanu hipertropiju kod miševa.[7][8][9]
- receptori regulišu otpuštanje serotonina putem serotoninskih transportera. Oni su važni za normalnu fiziološku regulaciju nivoa serotonina u krvnoj plazmi,[10] kao i za abnormalno akutno otpuštanje serotonina proizvedenog lekovima kao što je MDMA.[11][12]

## Ligandi
Mali broj visoko selektivnih liganda  receptora je poznat, a isto tako i brojna potentna neselektivna jedinjenja su dostupna, posebno agensi koji deluju i na  receptor. Istraživanja u ovoj oblasti su bila ograničena kardiotoksičnošću  agonista, i nedostatkom jasno definisane terapeutske primene  antagonista.
Selektivni
- :[14] znatno funkcionalno selektivan; skoro pun agonist. Anksiolitik in vivo.[15]
- [14] funkcionalno selektivan u odnosu na , potentan agonist  i  receptora
- : selektivan za  u odnosu na
- - umereno selektivan u odnosu na  i

Neselektivni
- MDMA[16]
- MDA[16]
- MEM[17]
- Pergolid[18]
- Kabergolin
- Norfenfluramin[14]
- Hlorfentermin
- Aminoreks
- Psilocin
- DMT
- 5-MeO-DMT

### Antagonisti
- Sarpogrelat (mešoviti  antagonist)
- Lisurid (primarno dopaminski agonist, ali deluje i kao  antagonist)[19]
- Tegaserod (primarno  agonist, ali isto tako  antagonist)[20]
- :[21] visok afinitet; selektivan u odnosu na druge 5-HTR tipove; oralno bioraspoloživ.
- : mešoviti  antagonist
- : visoko selektivan u odnosu na [22]
- SB-200,646
- : mešoviti  antagonist i PAM na [23]
- [24]

## Dodatna literatura
- Raymond, JR; YV, Mukhin; Gelasco A;  . (2002). „Multiplicity of mechanisms of serotonin receptor signal transduction”. Pharmacol. Ther. 92 (2–3): 179—212. PMID 11916537. doi:10.1016/S0163-7258(01)00169-3.
- Bonhaus, DW; Bach C; DeSouza A;  . (1995). „The pharmacology and distribution of human 5-hydroxytryptamine2B (5-HT2B) receptor gene products: comparison with 5-HT2A and 5-HT2C receptors”. Br. J. Pharmacol. 115 (4): 622—8. PMC 1908489 . PMID 7582481.
- Choi DS, Birraux G, Launay JM, Maroteaux L (1994). „The human serotonin 5-HT2B receptor: pharmacological link between 5-HT2 and 5-HT1D receptors”. FEBS Lett. 352 (3): 393—9. PMID 7926008. doi:10.1016/0014-5793(94)00968-6.
- Kursar JD, Nelson DL, Wainscott DB, Baez M (1994). „Molecular cloning, functional expression, and mRNA tissue distribution of the human 5-hydroxytryptamine2B receptor”. Mol. Pharmacol. 46 (2): 227—34. PMID 8078486.
- Schmuck K, Ullmer C, Engels P, Lübbert H (1994). „Cloning and functional characterization of the human 5-HT2B serotonin receptor”. FEBS Lett. 342 (1): 85—90. PMID 8143856. doi:10.1016/0014-5793(94)80590-3.
- Launay, JM; Birraux G; Bondoux D;  . (1996). „Ras involvement in signal transduction by the serotonin 5-HT2B receptor”. J. Biol. Chem. 271 (6): 3141—7. PMID 8621713. doi:10.1074/jbc.271.6.3141.
- Le Coniat M; Choi, DS; Maroteaux L;  . (1996). „The 5-HT2B receptor gene maps to 2q36.3-2q37.1”. Genomics. 32 (1): 172—3. PMID 8786115. doi:10.1006/geno.1996.0101.
- Kim, SJ; Veenstra-VanderWeele J; Hanna, GL;  . (2000). „Mutation screening of human 5-HT(2B)receptor gene in early-onset obsessive-compulsive disorder”. Mol. Cell. Probes. 14 (1): 47—52. PMID 10722792. doi:10.1006/mcpr.1999.0281.
- Manivet P; Mouillet-Richard S; Callebert J;  . (2000). „PDZ-dependent activation of nitric-oxide synthases by the serotonin 2B receptor”. J. Biol. Chem. 275 (13): 9324—31. PMID 10734074. doi:10.1074/jbc.275.13.9324.
- Becamel C; Figge A; Poliak S;  . (2001). „Interaction of serotonin 5-hydroxytryptamine type 2C receptors with PDZ10 of the multi-PDZ domain protein MUPP1”. J. Biol. Chem. 276 (16): 12974—82. PMID 11150294. doi:10.1074/jbc.M008089200.
- Manivet P; Schneider B; Smith, JC;  . (2002). „The serotonin binding site of human and murine 5-HT2B receptors: molecular modeling and site-directed mutagenesis”. J. Biol. Chem. 277 (19): 17170—8. PMID 11859080. doi:10.1074/jbc.M200195200.
- Borman, RA; NS, Tilford; Harmer, DW;  . (2002). „5-HT(2B) receptors play a key role in mediating the excitatory effects of 5-HT in human colon in vitro”. Br. J. Pharmacol. 135 (5): 1144—51. PMC 1573235 . PMID 11877320. doi:10.1038/sj.bjp.0704571.
- Strausberg, RL; EA, Feingold; Grouse, LH;  . (2003). „Generation and initial analysis of more than 15,000 full-length human and mouse cDNA sequences”. Proc. Natl. Acad. Sci. U.S.A. 99 (26): 16899—903. PMC 139241 . PMID 12477932. doi:10.1073/pnas.242603899.
- Matsuda A; Suzuki Y; Honda G;  . (2003). „Large-scale identification and characterization of human genes that activate NF-kappaB and MAPK signaling pathways”. Oncogene. 22 (21): 3307—18. PMID 12761501. doi:10.1038/sj.onc.1206406.
- Slominski A; Pisarchik A; Zbytek B;  . (2003). „Functional activity of serotoninergic and melatoninergic systems expressed in the skin”. J. Cell. Physiol. 196 (1): 144—53. PMID 12767050. doi:10.1002/jcp.10287.
- Gerhard, DS; Wagner L; Feingold, EA;  . (2004). „The status, quality, and expansion of the NIH full-length cDNA project: the Mammalian Gene Collection (MGC)”. Genome Res. 14 (10B): 2121—7. PMC 528928 . PMID 15489334. doi:10.1101/gr.2596504.
- Lin Z; Walther D; Yu, XY;  . (2005). „The human serotonin receptor 2B: coding region polymorphisms and association with vulnerability to illegal drug abuse”. Pharmacogenetics. 14 (12): 805—11. PMID 15608559. doi:10.1097/00008571-200412000-00003.
- Hillier, LW; TA, Graves; Fulton, RS;  . (2005). „Generation and annotation of the DNA sequences of human chromosomes 2 and 4”. Nature. 434 (7034): 724—31. PMID 15815621. doi:10.1038/nature03466.

## Spoljašnje veze
- „5-HT2B”. IUPHAR Database of Receptors and Ion Channels. International Union of Basic and Clinical Pharmacology. Архивирано из оригинала 02. 02. 2017. г.